# Referéndum sobre la República Árabe Unida en Siria de 1958
El referéndum sobre la formación de la República Árabe Unida y la designación de Gamal Abdel Nasser como su presidente fue un realizado en Siria el 21 de febrero de 1958, junto a un plebiscito simultáneo en Egipto. La formación de la RAU fue aprobada por el 100% de los votantes, con solamente 139 votos en contra, mientras Nasser fue aprobado como presidente por un margen similar.

## Resultados

### Formación de la República Árabe Unida
| Opción               | Votos     | %    |
| -------------------- | --------- | ---- |
| Voto «A favor»       | 1.312.859 | 100% |
| Voto «En contra»     | 139       | 0%   |
| Total votos emitidos | 1.312.998 | 100% |

### Gamal Abdel Nasser presidente
| Opción               | Votos     | %      |
| -------------------- | --------- | ------ |
| Voto «A favor»       | 1.312.808 | 99,99% |
| Voto «En contra»     | 190       | 0%     |
| Total votos emitidos | 1.312.998 | 100%   |